# Bàndicut de peus de porc
El bàndicut de peus de porc (Chaeropus ecaudatus) era un petit bàndicut majoritàriament herbívor que vivia antigament a les planes àrides i semiàrides de l'interior d'Austràlia.
Amb una mida similar a la d'un gató, a primera vista tenia un aspecte semblant al dels bilbis, amb membres llargs i àgils, orelles puntades i una cua llarga. Tanmateix, en observar-lo detalladament es feia evident que era diferent d'aquests altres marsupials.